# Шмель-чесальщик
Шмель-чесальщик (лат. Bombus distinguendus) — вид шмелей из семейства настоящих пчёл. Редкий вид, включённый в Международный Красный список МСОП.

## Распространение
Голарктика. Европа, Россия, Украина, Северная Америка (Аляска).

## Описание
Длина около 2 см. Основная окраска опушения жёлто-коричневая и частично чёрная. Встречается на опушках леса, полянах и лугах.

## Биология
Для шмелей-чесальщиков характерна низкая плотность расположения гнезд при высокой дальности фуражировочных полетов. 

## Охранный статус
Редкий вид, включённый во многие региональные Красные книги, в том числе в таких странах, как
Украина (в статусе уязвимые виды), Швейцария (в статусе Regionally Extinct); Чехия (уязвимые виды); Дания (виды на грани исчезновения), Германия (виды под угрозой исчезновения); Эстония (виды, близкие к уязвимому положению); Великобритания (вымирающие виды); Венгрия (данных недостаточно); Ирландия (вымирающие виды); Нидерланды (виды на грани исчезновения); Норвегия (вымирающие виды); Швеция (виды, близкие к уязвимому положению), Москвы (3-я категория — уязвимый), Тамбовской области, Челябинской области, и другие. Основная причина исчезновения вида: распашка лугов, сенокосы, перевыпас скота.

## Систематика
Включён в состав подрода Subterraneobombus. Вид был впервые описан в 1869 году.